# 布魯斯·格雷森 (化妝師)
布魯斯·格雷森（英語：Bruce Grayson）是一名荷里活的化妝師，曾為許多重要場合、頒獎典禮擔任化妝師一職，當中以奧斯卡頒獎典禮及擔任美國前任總統奧巴馬的化妝師最為知名。亦是化妝護膚品牌OLAY及全球彩妝品牌大使。不時會於社交平台放上與明星的合照。

## 化妝心得
第90屆奧斯卡金像獎頒獎典禮完滿結束後，為奧斯卡擔任多年首席化妝師的布魯斯·格雷森，就分享了兩個後台的美麗秘訣。根據格雷森多年在後台的經驗，眼部遮瑕膏至為重要，因為得獎者經常會有突如其來的眼淚出現。另外，對於在舞台上的表演者，長時間暴露在鎂光燈下會很容易冒汗，使妝溶掉。所以他會在上妝前，先以肉色保濕底霜打底，之後才搽上粉底，最後以光影粉定妝，因為肉色底霜接近本身膚色，可增強底妝持久和遮瑕力。